# Појениле Боинеј (Караш-Северин)
Појениле Боинеј (рум. Poienile Boinei) насеље је у Румунији у округу Караш-Северин у општини Шопоту Ноу. Oпштина се налази на надморској висини од 542 m.

## Историја
По "Румунској енциклопедији" место је било 1910. године заселак Новог Сопота. Тај Сопот је настао 1828. године одвајањем дела становника из Старог Сопота. Осамосталило се то место тек 1956. године.

## Становништво
Према подацима из 2002. године у насељу је живело 61 становника, од којих су сви румунске националности.